# Oreopanax standleyi
Oreopanax standleyi är en araliaväxtart som beskrevs av Albert Charles Smith. Oreopanax standleyi ingår i släktet Oreopanax och familjen Araliaceae. Inga underarter finns listade.